# Ganz schön clever
Ganz schön clever ist ein Würfelspiel mit sechs Würfeln von Wolfgang Warsch. Bei dem Spiel geht es darum, durch Kombinationen von verschiedenen farbigen Würfeln und deren Augen möglichst viele Punkte auf einem vorgegebenen Wertungsblock zu erreichen. Das Spiel erschien im Januar 2018 bei Schmidt Spiele und wurde zur Nürnberger Spielwarenmesse 2018 eingeführt, im Mai des gleichen Jahres wurde es gemeinsam mit zwei weiteren Spielen zum Kennerspiel des Jahres 2018 nominiert.

## Spielprinzip
Das Spiel ist an klassische und modernere Würfelspiele mit Wertungsblock angelehnt, wobei es vor allem auf die Kombination von farbigen Würfeln und den entsprechenden Augenzahlen aufbaut. Das Spielmaterial besteht aus einem Spielblock mit identischen Wertungszetteln und sechs farbigen Zahlenwürfeln mit 1 bis 6 Augen. Hinzu kommen vier Filzstifte zum Abkreuzen der Felder sowie die Spielschachtel mit einem aufgedruckten Silbertablett. Es ist sowohl allein (solo) sowie mit bis zu vier Spielern spielbar. Für ein Spiel werden etwa 30 Minuten Spielzeit angesetzt und das empfohlene Mindestalter der Spieler beträgt acht Jahre. Ziel des Spiels ist es, auf dem Spielblock in den fünf unterschiedlichen farbigen Bereichen durch Ankreuzen möglichst viele Punkte zu erreichen. Dabei muss vor allem auf Kombinationsmöglichkeiten zwischen den Feldern sowie die Freischaltung der so genannten „Füchse“ geachtet werden, durch die der Punktwert deutlich erhöht werden kann.

## Spielablauf
Das Spiel wird über eine vorgegebene Anzahl von 4 bis 6 Runden abhängig von der Spielerzahl gespielt. Zu Beginn bekommt jeder Spieler ein Wertungsblatt und einen Stift. Beginnend mit einem Startspieler wird reihum im Uhrzeigersinn gespielt. Der jeweils aktive Spieler bekommt die sechs farbigen Zahlenwürfel und würfelt alle sechs Würfel. Aus dem Wurf wählt er einen Würfel aus und legt alle Würfel mit einer niedrigeren Augenzahl als die des gewählten Würfels auf das Silbertablett in der Spielschachtel. Danach würfelt der Spieler noch zwei weitere Male, wählt jeweils einen Würfel aus und legt niedrigere und im dritten Wurf restliche Würfel beiseite. Der aktive Spieler trägt danach die Ergebnisse der drei gewählten Würfel auf seinem Wertungsblatt ein.
Direkt danach dürfen alle anderen Spieler (passive Spieler) jeweils das Ergebnis von einem Würfel der Ablage auf dem Tablett ebenfalls an die entsprechende Stelle des Wertungsblattes eintragen. Mehrere Spieler können dabei denselben Würfel wählen. Hat ein passiver Spieler keine Möglichkeit, einen Würfel vom  Silbertablett zu verwenden, darf er einen Würfel von den Würfelfeldern des aktiven Spielers nutzen; er darf allerdings nicht auf einen Würfel verzichten, den er eigentlich eintragen könnte, um einen Würfel des aktiven Spielers nutzen zu können. Wenn alle passiven Spieler einen Würfel gewählt und das Ergebnis eingetragen haben, werden alle Würfel an den nächsten Spieler weitergegeben.
Der weiße Würfel ist dabei ein Farb-Joker und kann als gelber, grüner, oranger oder lila Würfel eingesetzt oder mit dem blauen Würfel für den blauen Bereich des Wertungsblattes kombiniert werden. Die Ergebnisse der farbigen Würfel werden auf dem Wertungsblatt wie folgt eingetragen. :
- gelber Würfel: Das Ergebnis des gelben Würfels wird in einem Feld des 4x4-Gitters im gelben Bereich des Wertungsblattes abgestrichen. Die Spieler versuchen hier, vollständige senkrechte Reihen für die Generierung von Punkten (jede vollständige Spalte ergibt die entsprechend angegebenen Punkte) und vollständige waagerechte Reihen oder eine diagonale Reihe zum Freischalten von Sonderaktionen zu füllen.
- blauer Würfel: Das Ergebnis des blauen Würfels wird immer mit dem des weißen Würfels kombiniert und der jeweilige Spieler kann entscheiden, ob er für diesen Bereich den weißen oder den blauen Würfel auswählt. Das Ergebnis wird in dem blauen Bereich abgestrichen, um durch vollständige Reihen und Spalten Bonus-Effekte zu generieren. Die Punkte für die Endabrechnung ergeben sich in diesem Bereich durch die Gesamtzahl der abgestrichenen Werte.
- grüner Würfel: Die Werte des grünen Würfels werden in der grünen Zeile des Wertungsblattes abgestrichen, wobei der Spieler immer ganz links anfängt und das Eintragen dann der Reihe nach immer ein Feld rechts davon durchführt. Die Augenzahl muss der Angabe auf dem Feld (≥X) entsprechen, also immer mindestens so hoch wie die Zahl des entsprechenden Feldes sein. Am Spielende bekommt der Spieler die Punkte entsprechend der Zahl oberhalb des zuletzt angekreuzten Feldes.
- orangefarbener Würfel: Der Wert des orangefarbenen Würfels wird in die entsprechende Zeile des Wertungsblattes eingetragen, wobei der Spieler auch hier ganz links beginnt und kein Feld freilassen darf. Für das Eintragen gibt es keine Voraussetzung, auf einigen Spezialfeldern werden die Ergebnisse mit 2 oder 3 multipliziert. Am Spielende werden alle eingetragenen Ergebnisse addiert und ergeben so den Punktewert.
- lila Würfel: Der Wert des lila Würfels wird in die entsprechende Zeile des Wertungsblattes eingetragen, wobei der Spieler auch hier ganz links beginnt und kein Feld freilassen darf. Die Werte müssen dabei aufsteigend und eine weiter rechts eingetragene Zahl immer entsprechend höher als die links benachbarte sein. Nach einer 6 kann der Spieler erneut beliebig beginnen bis zur nächsten 6. Am Spielende werden alle eingetragenen Ergebnisse addiert und ergeben so den Punktewert.

Über die verschiedenen Farbbereiche und in den einzelnen Runden können neben den Punkten für die Endabrechnung verschiedene Boni freigeschaltet werden. Dabei gibt es Boni, bei denen in vorgegebenen Farbbereichen oder frei wählbar ein Kreuz eingetragen werden darf, und solche, bei denen in den orange- und lilafarbenen Bereichen hohe Werte eingetragen werden können. Zudem können Füchse freigeschaltet werden, die zusätzliche Punkte in der Endwertung bringen. Ebenfalls als Boni und als Rundenboni können zwei Typen von zusätzlichen Aktionen ermöglicht werden: bei der Nachwürfel-Aktion darf ein aktiver Spieler sämtliche geworfenen Würfel nochmals werfen, bei der Zusatzwürfel-Aktion darf jeder Spieler am Rundenende nochmals einen der 6 geworfenen Würfel im entsprechenden Bereich nutzen.
Das Spiel endet nach der spielerabhängigen Anzahl von Runden, wenn alle in der Runde ihre Würfelwerte eingetragen und alle zur Verfügung stehenden Zusatzaktionen beendet haben. Danach werden die Ergebnisse der verschiedenen Farbbereiche und die Füchse abgerechnet. Für jeden Fuchs bekommt ein Spieler zusätzlich die Anzahl Punkte des Farbbereichs mit den wenigsten Punkten, auch wenn diese Anzahl 0 ist. Gewinner ist der Spieler mit den meisten Gesamtpunkten und bei einem Gleichstand der Spieler, der in einem beliebigen Bereich die meisten Punkte hat. Im Solo-Spiel versucht der Spieler dagegen, möglichst viele Punkte zu erreichen.

## Nachfolger und Erweiterungen
Nach der Veröffentlichung von Ganz schön clever folgten mehrere Nachfolger, die das Spielprinzip mit unterschiedlichen Wertungen und Optionen zur Würfelkombination adaptieren:
| Jahr | Titel                          | Einordnung                        | Kommentare                                                        |
| ---- | ------------------------------ | --------------------------------- | ----------------------------------------------------------------- |
| 2019 | Ganz Schön Clever: Challenge I | Erweiterung, neuer Wertungsblock  |                                                                   |
| 2019 | Doppelt so clever              | Eigenständiges Spiel              |                                                                   |
| 2020 | Clever hoch drei               | Eigenständiges Spiel              | Nominiert für den International Gamers Award für Solo-Spiele 2021 |
| 2021 | Clever hoch drei: Challenge I  | Erweiterung, neuer Wertungsblock  |                                                                   |
| 2022 | Auch schon clever              | Eigenständiges Spiel, Kinderspiel | Nominiert zum Kinderspiel des Jahres 2022                         |
| 2022 | Clever 4Ever                   | Eigenständiges Spiel              |                                                                   |

## Ausgaben und Rezeption
Ganz schön clever wurde von Wolfgang Warsch entwickelt und im Januar 2018 von Schmidt Spiele zur Nürnberger Spielwarenmesse veröffentlicht. Im gleichen Jahr brachte Schmidt Spiele das Spiel unter dem Namen Très futé! auch auf den französischen Markt.
Im Mai 2018 wurde Ganz schön clever neben den Spielen Die Quacksalber von Quedlinburg, ebenfalls von Wolfgang Warsch, sowie Heaven & Ale zum Kennerspiel des Jahres 2018 nominiert. Als Begründung für die Nominierung gab die Jury folgenden Kommentar ab:

„„Ganz schön clever“ fasziniert als flottes Würfelspiel mit gehobenem Anspruch. Autor Wolfgang Warsch hat mehrere Mini-Aufgaben so intelligent miteinander verknüpft, dass die Spieler mit jedem Wurf eine knifflige Entscheidung treffen müssen. Das erzeugt Spannung und weckt Ehrgeiz, in immer wieder neuen Partien den Highscore hochzutreiben. Ganz schön clever? Dieses Versprechen von Autor Wolfgang Warsch wird nicht nur gehalten, sondern noch übertroffen.“

Aufgrund des Erfolges erschienen in Folge mehrere Weiterentwicklungen des Spiels. 2019 veröffentlichte Schmidt Spiele mit Ganz Schön Clever: Challenge I einen neuen Block mit veränderten Punktwerten, während Ganz Schön Clever: Challenge II  nur in der App zum Spiel veröffentlicht wurde. Ebenfalls 2019 erschien mit Doppelt so clever der erste eigenständige Nachfolger des Spiels mit neuen Wertungen. 2020 kam Clever Hoch Drei auf den Markt und 2022 folgten zum einen das für Kinder entwickelte Auch schon clever, nominiert zum Kinderspiel des Jahres 2022, sowie Clever 4Ever.

## Digitale Umsetzung
Eine digitale Version des Spiels sowie der Nachfolger Clever Hoch Drei und Clever 4Ever wird von Schmidt Spiele kostenlos als Browserspiel angeboten. Zudem gibt es sowohl für Ganz schön clever wie auch für alle Nachfolger digitale Versionen auf der Plattform Brettspielwelt. Die Brettspielwelt GmbH bietet die Spiele zudem als Apps zum Download auf verschiedenen Plattformen an, darunter Google Play und im App Store von Apple.

## Belege
1. 1 2 3 4 5 6  
Offizielle Spielregeln für Ganz schön clever
2. 1 2  
Ganz schön clever: Challenge I in der Spieledatenbank BoardGameGeek (englisch); abgerufen am 3. Januar 2023.
3. 1 2  
Doppelt so clever in der Spieledatenbank BoardGameGeek (englisch); abgerufen am 3. Januar 2023.
4. 1 2  
Clever Hoch Drei in der Spieledatenbank BoardGameGeek (englisch); abgerufen am 3. Januar 2023.
5. ↑  
Clever Hoch Drei: Challenge I in der Spieledatenbank BoardGameGeek (englisch); abgerufen am 3. Januar 2023.
6. 1 2  
Auch schon clever in der Spieledatenbank BoardGameGeek (englisch); abgerufen am 3. Januar 2023.
7. 1 2  
Clever 4Ever in der Spieledatenbank BoardGameGeek (englisch); abgerufen am 3. Januar 2023.
8. ↑  
Versionen von Ganz schön clever bei boardgamegeek; abgerufen am 28. Mai 2018.
9. 1 2  
Ganz schön clever auf der Website des Spiel des Jahres e.V.; abgerufen am 30. Mai 2018.
10. ↑  Onlinespiele-Plattform von Schmidt Spiele; abgerufen am 3. Januar 2023.